# Khanneshite
La khanneshite è un minerale appartenente al gruppo della burbankite.